# Molly Sterling
Molly Sterling, irska pevka in besedilopiska, * 8. marec 1998, Puckane, Irska

## Zgodnje življenje
Sterlingova je odraščala v Puckanu v okrožju Tipperary. Šolala se je na Kolidžu Kilkenny in nato na Kolidžu sv. Andreja v Dublinu.

## Kariera
Molly Sterling je prvič postala javnosti znana po zmagi na tekmovanju Teen Idol novembra leta 2011 in prejela nagrado za snemanje v Popstar Studios. Leta 2012 je osvojila drugo mesto na glasbenem festivalu Kilkenny. Maja leta 2014 je končala na drugem mestu v oddaji All Ireland Schools' Talent Search TV3 in novembra 2014 izdala svoj prvi EP z naslovom »Strands of Heart«.

### Pesem Evrovizije
Dne 27. februarja 2015 je bila izbrana za predstavnico Irske na Pesmi Evrovizije 2015 s pesmijo »Playing with Numbers«. Nastopila je v drugem polfinalu in se uvrstila na 12. mesto ter tako ni prišla v finale. Na Evroviziji je nastopila s 17 leti in je postala najmlajša tekmovalka, ki je nastopila za Irsko v njihovi zgodovini sodelovanja.

## Diskografija

### EP
- »Strands of Heart« (2014)

### Pesmi
- »Playing with Numbers« (2015)
- »Fake the Cost« (2015)
- »Plain Static« (2017)
- »Stripped Down« (2018)
- »Feeble« (2019)